# Portugál nyelv
A portugál nyelv (portugálul português, língua portuguesa) az indoeurópai nyelvcsalád itáliai ágán az újlatin nyelvek nyugati, azon belül ibériai csoportjába tartozik. Több mint 210 millió ember anyanyelve, amivel a spanyol után a második legtöbb beszélővel rendelkező újlatin nyelv, a világ nyelvei közül pedig az 5−7. helyen áll.
Kevés nyelv van, amit egymástól ennyire távol eső országokban tömegesen beszélnek. A nyelv legnagyobb bázisa a 184 milliós Brazília, ahol Dél-Amerika lakosságának fele él, Afrikában 17 millió, Portugáliában, az anyaországban 11 millió, egyéb országokban pedig 6 millió anyanyelvi beszélővel rendelkezik.
A mai sztenderd portugál nyelvváltozat – a Spanyolországban beszélt, konzervatívabb galiciaival együtt – a középkori gallegoportugál (óportugál) nyelvből fejlődött ki, amelynek őse a Római Birodalom Hispania tartományának északnyugati csücskén (ma Galicia) beszélt vulgáris latin dialektusok összessége. A nyelv a 15–16. században terjedt el világszerte, amikor Portugália megteremtette az első és leghosszabb életű modern gyarmati és kereskedelmi birodalmát (1415–1975), amely Dél-Amerikától (Brazília) egészen Kínáig (Makaó) terjedt. Ennek következtében a portugál mára sok független ország hivatalos nyelve, és sokak által beszélt és tanult idegen nyelv. Létezik számos portugál kreol nyelv is szerte a világban: fontos kisebb nyelv van például Andorrában, Luxemburgban, Namíbiában és Paraguayban.
A portugál nyelvet többek között az alábbi jelzőkkel szokták illetni: „A lingua de Camões” („Camões nyelve”), Luís de Camões, a Luziádák (Os Lusíadas) írója után; „A última flor do Lácio” („Latium utolsó virága”), Olavo Bilac szerint, vagy „édes nyelv”, Cervantes szerint. A portugál anyanyelvűeket szokás luzofónnak is nevezni (az elnevezés a római kori tartományi névből, a Lusitaniából ered).

## Földrajzi eloszlása
A portugál az elsődleges és egyben hivatalos nyelve Angolának, Brazíliának, Portugáliának, São Tomé és Príncipének és Mozambiknak. Az egyik hivatalos nyelve Kelet-Timornak és a Kína fennhatósága alatt álló Makaónak is. Sokak által beszélt, de nem hivatalos nyelve Andorrának, Luxemburgnak, Namíbiának és Paraguaynak. A portugál kreol a fő nyelve a Zöld-foki Köztársaságnak, és Bissau-Guinea lakosságának, azonban a hivatalos nyelv ezekben az országokban is a portugál.
A világon nagy számú portugálul beszélő emigráns közösség létezik, így például a kanadai Montréalban és Torontóban, Franciaország fővárosában, Párizsban, a paraguayi Asunciónban, valamint az USA-ban Bostonban, New Yorkban, Miamiben, az argentin Buenos Airesben és az indiai Goában. A portugált 187 millióan beszélik Dél-Amerikában, 17 millióan Afrikában, 12 millióan Európában, 2 millióan Észak-Amerikában és 610 ezren Ázsiában.
| Ország                | Anyanyelvi beszélők | Tanult nyelvként | Népesség (2003. június) |
| Afrika                | Afrika              | Afrika           | Afrika                  |
| --------------------- | ------------------- | ---------------- | ----------------------- |
| Angola                | 60%                 | 80%              | 10 766 471              |
| Zöld-foki Köztársaság | NA                  | NA               | 412,137                 |
| Bissau-Guinea         | 5%                  | 14%              | 1 360 827               |
| Egyenlítői-Guinea     | NA                  | NA               | 586 000                 |
| Mozambik              | 9%                  | 40%              | 17 479 266              |
| São Tomé és Príncipe  | 50%                 | 95%              | 175 883                 |
| Namíbia               | 20%                 | 20%              | 1 927 447               |
| Ázsia                 |                     |                  |                         |
| Kelet-Timor           | NA                  | 15%              | 997 853                 |
| Makaó (Kína)          | 2%                  | 3%               | 469 903                 |
| Daman (India)         | 10%                 | 10%              | NA                      |
| Goa, India            | 3-5%                | 5%               | NA                      |
| Európa                |                     |                  |                         |
| Portugália            | 99%                 | 100%             | 10 102 022              |
| Luxemburg             | 13%                 | 13%              | 454 157                 |
| Andorra               | 11%                 | 11%              | 69 150                  |
| Gibraltár             | 5%                  | 5%               | Nincs adat              |
| Amerika               |                     |                  |                         |
| Brazília              | 99%                 | 100%             | 182 032 604             |
| Argentína             | 1-4%                | 1-4%             | 36 000                  |
| Bermudák              | 4%                  | 4%               | 69 150                  |
| Paraguay              | 1-3%                | 5-8%             | 5 000                   |
| Uruguay               | 1-5%                | 23%              | 3 300 000               |
|                       |                     |                  |                         |

A Portugál Nyelvű Országok Közössége (CPLP), egy nemzetközi független szervezet, amely kilenc olyan tagországból áll, ahol hivatalos nyelv a portugál. Ezen kívül a portugál az egyik közvetítő, munka- és hivatalos nyelve az Afrikai Uniónak és a Mercosurnak (Dél-Amerikai Kereskedelmi Szövetség). A spanyollal együtt a leggyorsabban növekvő nyugati nyelv, és az UNESCO szakértőinek véleménye szerint[forrás?] ennek a nyelvnek a legnagyobb az esélye, hogy a nemzetközi kommunikáció nyelvévé váljon Afrikában és Dél-Amerikában. A portugál anyanyelvű afrikai lakosság létszáma ugyanis egyes becslések[forrás?] szerint 2050-re meg fogja közelíteni a 83 milliót, és Brazília 1991-es Mercosurhez való csatlakozása óta Dél-Amerikában is megnőtt a portugál nyelv befolyása, valamint a környező országokban is egyre többen döntenek a portugál tanulás mellett.
2008-ban a lisszaboni parlament is megszavazta Portugália csatlakozását a portugál nyelv helyesírásának egységesítéséről még 1991-ben hét ország által kötött egyezményhez. Ennek eredményeként a portugál ábécé egységesen 26 betűs lesz, mivel ismét felveszik az y-t és a w-t.

## Nyelvjárásai
A portugál két fő nyelvjárása az európai és a brazíliai. Ezeken kívül léteznek még afrikai és ázsiai nyelvváltozatok is, de ezek közelebb állnak az európai változathoz. A nyelvjárások közti különbségek főként a kiejtésben és a szókincsben nyilvánulnak meg, de kisebb mértékben a szintaxisra, mondatszerkezetre is kihatással vannak.

### Az európai és a brazíliai nyelvváltozat
Az alábbi pontok a portugál nyelv európai és brazíliai nyelvváltozata közti különbséget tárgyalják. Az áttekintés nem teljes, csak a leglényegesebb eltérések szerepelnek.

#### Mondattani és alaktani különbségek

##### A 2. és a 3. személy megkülönböztetése
A brazil nyelvváltozat ismeri, de nemigen használja a második személyeket az igeragozásban. A tu, vós helyett a você, vocês formákat (amelyek egyaránt jelentik azt, hogy „ön, önök”, illetve „te, ti”) és az ezekhez tartozó, harmadik személyű igealakokat használja. Brazília déli régiójában (Rio Grande do Sul, Santa Catarina és Paraná államban) még használatos az E/2 és T/2 személyű igeragozás. A portugál te és ti alakok (a tu formái) Brazília jelentős részén csak a você eseteiként használatosak.
| Portugáliai           | Brazíliai            | Magyar               |
| --------------------- | -------------------- | -------------------- |
| (Tu) falas português? | Você fala português? | Beszélsz portugálul? |
| Aonde (tu) vais?      | Aonde você vai?      | Hová mész?           |

##### Szórend
A személyes névmás tárgyas alakjának mondatbeli elhelyezkedése különbözik a két nyelvváltozatban. A portugálok az ige után, míg a brazilok az ige elé helyezik. A helyzetet az is bonyolítja, hogy Brazíliában a kötetlen hétköznapi formában kerülik a harmadik személyű személyes névmás tárgyas alakjának (o, a, os, as) használatát, viszont személyekre vonatkozó esetekben az alanyi személyes névmással (ele, ela) pótolják, ezt azonban a hivatalos életben és a médiában kerülik.
| Európai      | Brazíliai hivatalos | Brazíliai kötetlen | Magyar                |
| ------------ | ------------------- | ------------------ | --------------------- |
| (Eu) amo-te. | (Eu) te amo.        | (Eu) te amo.       | (Én) szeretlek téged. |
| (Eu) vejo-a  | (Eu) a vejo.        | (Eu) vejo ela.     | (Én) látom őt.        |

##### Folyamatosság kifejezése
A folyamatosság kifejezésében is különbség tapasztalható. Míg a brazíliai változat az újlatin nyelvek többségéhez hasonlóan "estar + ige + gerundio" szerkezetet használja e célra, addig Portugáliában estar + a + főnévi igenév az elterjedtebb forma.
- Portugáliai változat: Ele está a jogar (Ő éppen játszik).
- Brazíliai változat: Ele está jogando (Ő éppen játszik).

### Nyelvjárások listája

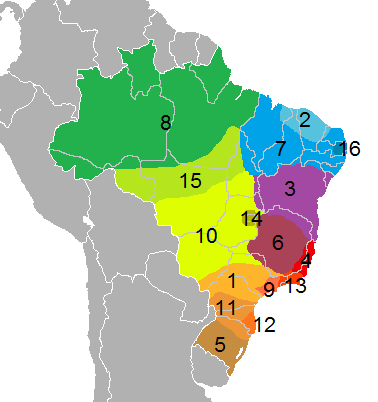
Portugál dialektusok Brazíliában

#### Brazília
1. Caipira – São Paulo állam (vidéki); São Paulo városának és az állam keleti területeinek saját dialektusuk van, amit paulistanonak hívnak; Dél-Minas Gerais, Észak-Paraná, Goiás and Mato Grosso do Sul.
2. Cearense – Ceará.
3. Baiano – Bahia.
4. Fluminense – Rio de Janeiro és Espírito Santo környékén (kivéve Rio de Janeiro és vonzáskörzete, amelynek külön dialektusa van: carioca).
5. Gaúcho – Rio Grande do Sul. (Az itteni akcentus az európai bevándorlók hatását tükrözi)
6. Mineiro – Minas Gerais (kevéssé elterjedt Triângulo Mineiróban, Dél- és Délkelet-Minas Gerais).
7. Nordestino – Brazília északkeleti régiója
8. Nortista – Amazon folyó medencéjében gyakori kiejtésváltozat.
9. Paulistano – São Paulo városában és annak környékén illetve São Paulo állam keleti részén használt dialektus
10. Sertanejo – Goiás és Mato Grosso államokra jellemző nyelvjárás (Cuiabá városában ettől kicsit eltérően beszélnek).
11. Sulista – Rio Grande do Sul északi és São Paulo állam déli része között használt dialektus. (Curitiba, Florianópolis, és Itapetininga városokban sajátos jellemzők találhatóak meg )

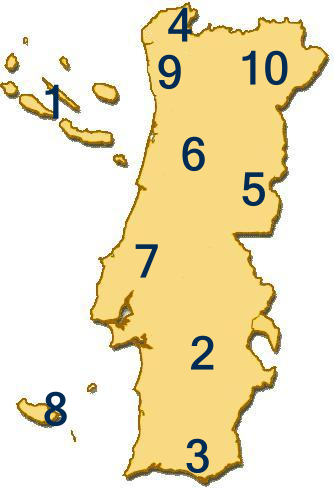
Portugál dialektusok Portugáliában

#### Portugália
1. azori
2. Alentejano
3. Algarvio
4. Alto-Minhoto
5. Baixo-Beirão; Alto-Alentejano
6. Beirão
7. Estremenho
8. Madeirense
9. Nortenho
10. Transmontano

#### Egyéb országok
- Zöld-foki Köztársaság –  zöld-foki portugál
- Daman és Diu, India – damani.
- Kelet-Timor –  kelet-timori
- Goa, India – Goês.
- Bissau-Guinea –  guineai
- Makaó, Kína –  makaói
- Mozambik –  mozambiki
- São Tomé és Príncipe –  "sao tomei"
- Uruguay – Dialectos Portugueses del Uruguay (DPU)- Uruguayban beszélt portugál dialektus.

## Története

Délnyugat-Európa lingvisztikai térképe, mely időrendben ábrázolja elsősorban az Ibériai-félszigeten használatos nyelvek időbeli elterjedtségét

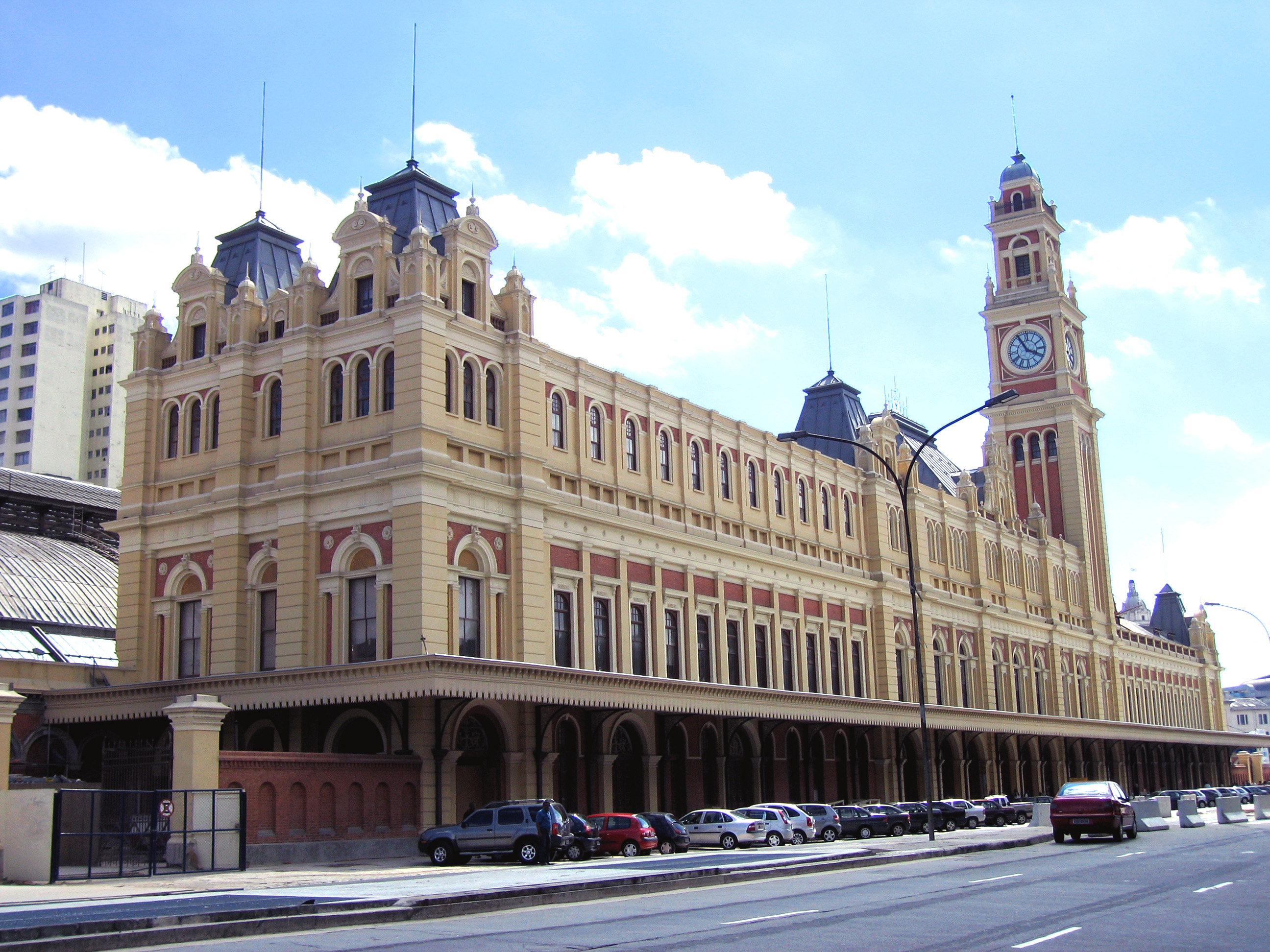
Az Estação da Luz, a portugál nyelv múzeuma a brazíliai São Paulóban

A portugál nyelv az Ibériai-félsziget területén beszélt vulgáris (köznyelvi) latin nyugati dialektusának önálló nyelvvé fejlődött leszármazottja. A vulgáris latin nyelvet a Rómából érkező hódítok, telepesek, kereskedők és katonák hozták magukkal Hispániába az i. e. 3. században.

### A romanizáció korszaka
Az Ibériai-félszigetre érkező rómaiak a saját nyelvüket, a köznyelvi (vulgáris) latint hozták magukkal, amelyből a többi újlatin nyelv is létrejött. Hispánia a Római birodalom egyik legkorábban, már az i. e. 2. századra romanizálódott tartománya volt, amelybe beletartozott a mai Portugália területének nagy része. Sztrabón, az 1. századi görög földrajztudós is megemlíti: „átvették a római szokásokat, már nem emlékeznek a saját nyelvükre”.

### Gót uralom
Az 5. században, a Nyugatrómai Birodalom bukása után a Hispániában beszélt latin a római iskola- és közigazgatási rendszer nélkül bizonyos mértékben elszigetelődött a latinság egészétől. A 4. és 8. század között az Ibériai-félsziget germán eredetű törzsek (vizigótok) fennhatósága alá került, akik azonban már romanizálódva érkeztek és nagymértékben hozzájárultak a latin nyelv és kultúra elmélyítéséhez. Feltételezések szerint egészen a 6. századig – tehát még a gót uralom alatt is – egységes latin nyelvet beszéltek az Ibériai-félsziget lakosai, a ránk maradt feliratokból és dokumentumokból ugyanis nem lehet egyértelműen arra következtetni, hogy már megindult volna a nyelvjárási tagolódás.

### Arab hódítás
A 8. század elején bekövetkezett muzulmán invázió vetett véget a latin nyelvi egységnek, amely a keresztény kultúra központjainak megszűnésével elkezdett nyelvjárásokra bomlani, és felgyorsultak a nyelvben lappangó belső tendenciák. Az Ibériai-félsziget politikai határai is megváltoztak. Mindezek eredményeként alakult ki a mai portugál nyelv. A legkorábbi portugálul ránk maradt nyelvemlék néhány közigazgatási dokumentum, amelyek a 9. századból származnak, azonban még sok latin kifejezést tartalmaznak.

### A függetlenedés korszaka
Portugália León király uralkodása alatt vált igazán függetlenként elismert állammá. 1290-ben Denis király megalapította az első portugál egyetemet, az Estudo Geralt Lisszabonban, és elrendelte, hogy az addig csak vulgárisnak (közönségesnek) titulált nyelvet portugál nyelvnek hívja mindenki, és hivatalos nyelvvé is tette. Az „ó-portugál” korszak a Cancioneiro Geral de Garcia de Resende megjelenéséig tartott 1516-ig, az ezután következő korszak a „modern portugál” korszaka (a 16. századtól napjainkig).

### Modern kori terjeszkedés
A 14–16. században a portugál hódítással együtt a nyelv elterjedt Ázsia, Afrika és Amerika számtalan részén. A 16. században Ázsia és Afrika egyes területein már nem csak a gyarmati közigazgatásban és a kereskedelemben volt használatos, hanem a helyi kommunikációban is igen gyakran használták. A nyelv terjedését a kevert házasságok és a keresztény misszionáriusok is segítették. (Jezsuita misszionáriusok műve például a Nippo jisho, egy japán–portugál szótár, amely 1603-ban készült el.)

## Nyelvi példák

### Szövegminta
Az alábbi példamondat idézet az Emberi Jogok Egyetemes Nyilatkozatából.
Todos os seres humanos nascem livres e iguais em dignidade e em direitos. Dotados de razão e de consciência, devem agir uns para com os outros em espírito de fraternidade.
A fentebbi szöveg meghallgatható portugáliai és brazíliai ('nordestino' dialektus) kiejtéssel:
- portugál
- brazil

### Társalgási példák
| Portugáliában                              | Brazíliában                                | Magyarul                                                   |
| ------------------------------------------ | ------------------------------------------ | ---------------------------------------------------------- |
| Olá!                                       | Oi!                                        | Szia(sztok)! Helló!                                        |
| Bom dia! / Boa tarde! / Boa noite!         | Bom dia! / Boa tarde! / Boa noite!         | Jó reggelt/napot! (délig) / Jó napot! / Jó estét/éjszakát! |
| Como estás?                                | Como você está?                            | Hogy vagy?                                                 |
| Como está? / Como estão?                   | Como está? / Como estão?                   | Hogy van? / Hogy vannak?                                   |
| Bem, obrigado.                             | Bem, obrigado.                             | Jól, köszönöm/köszönjük.                                   |
| Como te chamas? Qual é o teu nome?         | Como se chama? Qual é o seu nome?          | Hogy hívnak? / Mi a neved?                                 |
| Chamo-me Pedro.                            | Eu me chamo Pedro.                         | A nevem Péter.                                             |
| O meu nome é Pedro.                        | O meu nome é Pedro.                        | Péternek hívnak.                                           |
| Falas português?                           | Você fala português?                       | Beszélsz portugálul?                                       |
| Sim. / Não.                                | Sim. / Não.                                | Igen. / Nem.                                               |
| Entendo. / Compreendo.                     | Entendo. / Compreendo.                     | Értem.                                                     |
| Não te percebo.                            | Não te entendo.                            | Nem értelek téged.                                         |
| Não o compreendo.                          | Não o compreendo.                          | Nem értem Önt.                                             |
| De onde és?                                | De onde você é?                            | Hova valósi vagy?                                          |
| De onde é?                                 | De onde é?                                 | Hova valósi?                                               |
| Sou brasileiro. / Sou húngaro, da Hungria. | Sou brasileiro. / Sou húngaro, da Hungria. | Brazil vagyok. / Magyar vagyok, Magyarországról.           |
| O que fazes?                               | O que você faz?                            | Mit csinálsz? (foglalkozásilag)                            |
| O que faz?                                 | O que faz?                                 | Mit csinál? (foglalkozásilag)                              |
| Estudo. / Trabalho.                        | Estudo. / Trabalho.                        | Tanulok. / Dolgozom.                                       |
| O que estás a fazer?                       | O que você está fazendo?                   | Mit csinálsz (éppen)?                                      |
| Estou a ler uma história.                  | Estou lendo uma história.                  | Egy történetet olvasok (éppen).                            |
| Deve ser interessante.                     | Deve ser interessante.                     | Érdekes lehet.                                             |
| Assim é. / É mesmo.                        | Assim é. / É mesmo.                        | Bizony az.                                                 |
| Agora devo ir. Logo conversaremos.         | Agora devo ir. Logo conversaremos.         | Most el kell mennem. Később még beszélünk.                 |
| Está bem. Até logo!                        | Está bem. Até logo!                        | Rendben van. Viszlát!                                      |